# また明日 (村田和人のアルバム)
『また明日』（またあした）は、1982年6月21日に発売された村田和人通算1作目のスタジオ・アルバム。

## 解説
1982年4月21日に山下達郎のアレンジ・プロデュースで発売されたデビューシングル「電話しても」に続いてリリースされた1stアルバム。当初はRVCのAIRレーベルから出る予定だったが、AIRレーベルが独立して新たにMOON RECORDSを設立することになったため、MOONから発売された。そのため村田は「アルバム製作費のおそらく半分ぐらいはRVCから出ていたんじゃないか」と思っているという。
この頃、山下は丁度『FOR YOU』を作っている時で、村田は自分のアルバムを制作しながら毎日山下がレコーディングしている六本木のスタジオに駆けつけ、レコーディングについてや、音楽を制作するとは具体的にどういうことをするのかなどを勉強していた。その中でディレクターの余越直から「今作っている『また明日』（のプロデュース）を達郎さんに頼むと（達郎さんと）同じ色になっちゃうのが怖いので、もし他に任すんだったら誰がいい?」と聞かれ「それだったら鈴木茂さんで」と答え全曲鈴木茂のプロデュースで行こうという頃になったが、途中で余越が「茂さん一色になるのも...」と言い出して井上鑑にも入ってもらうことになった。
「電話しても」も当初は鈴木のアレンジで演奏、歌まで録って、レコード会社の営業所の会議用に全国にテープが配られたが、そのテープを聞いた山下から連絡が入る。山下がレコーディングしている六本木のスタジオに村田が遊びに行き、そこで「この前「電話しても」を聞かせてもらったけど、君の「電話しても」はあれじゃない」という話になり、その場でいきなり山下がドンカマチックに合わせてギターを弾き始め、そこに12弦（ギター）も入れ、テレキャスターも入れ、さらに伊藤広規も呼ばれてベースと山下のハモンド（オルガン）も入れ、さらに後日青山純のドラムも録音され完成となった。「電話しても」が録り直しになり、今度は「これも違う」ということで「LADY SEPTEMBER」と「GREYHOUND BOOGIE」も山下のアレンジでリテイクとなり、これ以外にもギターを数曲差し替えられた。これを見て村田は「音楽の制作っていうのは、こういうものか。こういうのもアリなのね」ということを目の当たりにして、また勉強になったという。村田は「達郎さんとしては、村田がデビューに至るまでの経緯も含めて色々と思い入れもあったみたいなので、きっと自分としてのやりたい形があったんですね」と語っている。
『また明日』のレコーディングはアルバム2枚分くらいの時間がかかっている。アレンジもやり直したこともあるが、ボーカルも全部を3回くらい録り直しているという。村田自身も歌に関して納得いかない部分があった。それはヘッドフォンをしてその中で生き生きと歌うということは、最初はできなかったという。またディレクターから細かい歌い直しを指示され、すると細かく歌い直しをすればするほど良くなっていくのが分かるため、最終的には丸々歌い直したい、ということがあった。だが1年目にそれを経験したため、その次から歌は生き生きと録れるようになったという。

## 収録曲

### SIDE ONE
1. 電話しても  –  (3:47)[2]
作詞・作曲：村田和人／編曲：山下達郎
2. WHISKY BOY  –  (3:40)[2]
作詞：竹内まりや／作曲：小野敏, 村田和人／編曲：鈴木茂
3. 想いは風に  –  (3:00)[2]
作詞・作曲：村田和人／編曲：鈴木茂
4. LADY SEPTEMBER  –  (3:53)[2]
作詞：安藤芳彦／作曲：村田和人／編曲：山下達郎
5. MARLAS  –  (3:34)[2]
作詞：安藤芳彦／作曲：村田和人／編曲：鈴木茂

### SIDE TWO
1. GREYHOUND BOOGIE  –  (4:28)[2]
作詞：新井正春／作曲：村田和人／編曲：山下達郎
2. 波まかせ風まかせ  –  (3:48)[2]
作詞：新井正春／作曲・編曲：村田和人
3. BE WITH YOU  –  (3:44)[2]
作詞：安藤芳彦／作曲：村田和人／編曲：井上鑑
4. 終らない夏  –  (4:23)[2]
作詞：安藤芳彦／作曲：村田和人／編曲：鈴木茂
5. 波まかせ風まかせ〜REPRISE  –  (0:25)[2]
作詞・作曲・編曲：村田和人

## クレジット

### 電話しても
| 作詞・作曲：村田和人 編曲：山下達郎 |
|                                     |

| DS.   | 青山純                     |
| B.    | 伊藤広規                   |
| KEY.  | 山下達郎(Hammond)          |
| EG.   | 山下達郎                   |
| AG.   | 村田和人                   |
| PERC. | 山下達郎・青山純           |
| CHO.  | 浜田金吾・松下誠・村田和人 |

### WHISKY BOY
| 作詞：竹内まりや 作曲：小野 敏・村田和人 編曲：鈴木茂 |
|                                                       |

| DS.   | 島村英二                     |
| B.    | 伊藤広規                     |
| KEY.  | 松任谷正隆・難波弘之         |
| EG.   | 鈴木茂                       |
| AG.   | 笛吹利明                     |
| PERC. | 浜口茂外也                   |
| CHO.  | 村田和人・天野義顕・栗原宣祥 |
| SAX.  | JAKE. H. CONCEPTION          |

### 想いは風に
| 作詞・作曲：村田和人 編曲：鈴木茂 |
|                                   |

| DS.   | 宮崎全弘                   |
| B.    | 伊藤広規                   |
| KEY.  | 松任谷正隆                 |
| AG.   | 村田和人                   |
| PERC. | 浜口茂外也                 |
| CHO.  | 浜田金吾・松下誠・村田和人 |

### LADY SEPTEMBER
| 作詞：安藤芳彦 作曲：村田和人 編曲：山下達郎 |
|                                              |

| DS.   | 野口明彦                    |
| B.    | 伊藤広規                    |
| KEY.  | 中西康晴・山下達郎(Hammond) |
| EG.   | 山下達郎                    |
| AG.   | 村田和人                    |
| PERC. | 山下達郎                    |
| CHO.  | 浜田金吾・松下誠・村田和人  |

### MARLAS
| 作詞：安藤芳彦 作曲：村田和人 編曲：鈴木茂 |
|                                            |

| DS.   | 渡嘉敷祐一                   |
| B.    | 岡沢茂                       |
| KEY.  | 井上鑑                       |
| EG.   | 山下達郎                     |
| AG.   | 笛吹利明                     |
| PERC. | 浜口茂外也                   |
| CHO.  | 山下達郎・難波弘之・椎名和夫 |

### GREYHOUND BOOGIE
| 作詞：新井正春 作曲：村田和人 編曲：山下達郎 |
|                                              |

| DS.   | 野口明彦                    |
| B.    | 伊藤広規                    |
| KEY.  | 中西康晴・山下達郎(Hammond) |
| EG.   | 松浦善博・山下達郎          |
| PERC. | 山下達郎                    |
| CHO.  | 浜田金吾・松下誠・村田和人  |

### 波まかせ風まかせ
| 作詞：新井正春 作曲・編曲：村田和人 |
|                                     |

| DS.       | 渡嘉敷祐一             |
| B.        | 岡沢茂                 |
| KEY.      | 難波弘之               |
| EG.       | 鈴木茂                 |
| AG.       | 村田和人               |
| PERC.     | 浜口茂外也             |
| CHO.      | 村田和人               |
| CLAP.     | Mercy Yoshi-chan, Tera |
| CLARINET. | JAKE. H. CONCEPTION    |

### BE WITH YOU
| 作詞：安藤芳彦 作曲：村田和人 編曲：井上鑑 |
|                                            |

| DS.   | 渡嘉敷祐一                                               |
| B.    | 岡沢茂                                                   |
| KEY.  | 井上鑑                                                   |
| EG.   | 土方隆行・今剛                                           |
| AG.   | 笛吹利明                                                 |
| PERC. | 浜口茂外也                                               |
| CHO.  | 山下達郎・難波弘之・椎名和夫・浜田金吾・松下誠・村田和人 |
| HORN. | JAKE. H. CONCEPTION・新井英治・数原晋                    |

### 終らない夏
| 作詞：安藤芳彦 作曲：村田和人 編曲：鈴木茂 |
|                                            |

| DS.   | 宮崎全弘                     |
| B.    | 伊藤広規                     |
| KEY.  | 松任谷正隆・難波弘之         |
| EG.   | 鈴木茂                       |
| AG.   | 村田和人                     |
| PERC. | 浜口茂外也                   |
| CHO.  | 山下達郎・難波弘之・椎名和夫 |

### スタッフ
| PRODUCED BY KAZUHITO MURATA & TADASHI YOKOSHI             |
| SOUND BY YASUO SATOH & TOSHIRO ITOH                       |
| RECORDED AT NICHION ST., CBS ROPPONGI ST. & ONKIO HAUS    |
| MUSICAL GUIDANCE BY TATSURO YAMASHITA                     |
| ILLUSTRATION & ART DIRECTION BY TEN TOMISAWA              |
| MANY THANKS TO ICHIRO ASATSUMA & HIS GENTLE P.M.P. PEOPLE |
| SPECIAL THANKS TO RYUZO KOSUGI & HIS SUPER MOON STAFF     |
|                                                           |
|                                                           |
| TATSURO YAMASHITA & HIROYUKI NAMBA COURTESY OF RVC CORP.  |
| AKIRA INOUE COURTESY OF TOSHIBA EMI                       |
| TSUYOSHI KON COURTESY OF CANYON RECORDS                   |
| TAKAYUKI HIJIKATA COURTESY OF COLUMBIA RECORDS            |

## 2006年デジタルリマスター盤（WPCL-10381）
2006年12月6日には、MOON在籍時代のアルバム全5枚が、村田本人監修の下で24bitデジタル・リマスター、ボーナス・トラック付き、紙ジャケット仕様でリイシューされた。
本作では、山下が制作に関わる前に鈴木茂のアレンジにより最初にレコーディングされた4曲と井上鑑によるボツになったアレンジが収録されている。

### 収録曲
1. 電話しても  –  (3:49)[3]
2. WHISKY BOY  –  (3:41)[3]
3. 想いは風に  –  (3:01)[3]
4. LADY SEPTEMBER  –  (3:56)[3]
5. MARLAS  –  (3:38)[3]
6. GREYHOUND BOOGIE  –  (4:32)[3]
7. 波まかせ風まかせ  –  (3:47)[3]
8. BE WITH YOU  –  (3:45)[3]
9. 終らない夏  –  (4:28)[3]
10. 波まかせ風まかせ〜REPRISE  –  (0:32)[3]
[Bonus Tracks]

2023年版 ボーナス・トラックも曲は同一。
1. 電話しても（デモ・ヴァージョン）  –  (3:28)[3]
作詞・作曲：村田和人／編曲：鈴木茂
最初にレコーディングされた、鈴木茂のアレンジによるバージョン。
2. LADY SEPTEMBER（デモ・ヴァージョン）  –  (4:04)[3]
作詞：安藤芳彦 作曲：村田和人／編曲：鈴木茂
鈴木茂のアレンジによる初期バージョン。
3. MARLAS（デモ・ヴァージョン）  –  (3:37)[3]
作詞：安藤芳彦／作曲：村田和人／編曲：鈴木茂
こちらはアレンジ自体は同じだが山下によるギターがオーバーダビングされる前のもの。
4. GREYHOUND BOOGIE（デモ・ヴァージョン）  –  (3:28)[3]
作詞：新井正春／作曲：村田和人／編曲：井上鑑
井上鑑の編曲による別バージョン。
5. 波まかせ風まかせ（デモ・ヴァージョン）  –  (3:28)[3]
作詞：新井正春／作曲：村田和人／編曲：鈴木茂
鈴木茂の編曲による初期バージョン。コーラスが入っていないなどの違いがある。

## 2012年デジタルリマスター盤（VSCD-1734）
村田のデビュー30周年を迎えた2012年は、FLY HIGH RECORDSから24bitデジタル・リマスター、2006年盤とは異なるボーナス・トラック、SHM-CD、紙ジャケット仕様で再々発売された。
今回のボーナス・トラックは村田が保存していたライヴ・テイクから本作収録曲5曲のライブ・バージョンを収録。
ブックレットには村田本人のインタビューを基に構成した土橋一夫のライナーノーツが収載されている。

### 収録曲
1. 電話しても  –  (3:49)[4]
2. WHISKY BOY  –  (3:40)[4]
3. 想いは風に  –  (3:01)[4]
4. LADY SEPTEMBER  –  (3:56)[4]
5. MARLAS  –  (3:38)[4]
6. GREYHOUND BOOGIE  –  (4:31)[4]
7. 波まかせ風まかせ  –  (3:47)[4]
8. BE WITH YOU  –  (3:44)[4]
9. 終らない夏  –  (4:27)[4]
10. 波まかせ風まかせ〜REPRISE  –  (0:31)[4]
[Bonus Tracks]
11. LADY SEPTEMBER (Live Version)  –  (3:59)[4]
作詞：安藤芳彦／作曲・編曲：村田和人
12. MARLAS (Live Version)  –  (3:50)[4]
作詞：安藤芳彦／作曲・編曲：村田和人
上記2曲は共に1990年8月27日の日清パワーステーションでのライブ音源[1]。
13. GREYHOUND BOOGIE (Live Version)  –  (6:58)[4]
作詞：新井正春／作曲・編曲：村田和人
1993年6月9日に日清パワーステーションで収録された音源。当時の最新アルバム『HELLO AGAIN』のツアーでのもの。[1]。
14. BE WITH YOU (Live Version)  –  (3:57)[4]
作詞：安藤芳彦／作曲・編曲：村田和人
1992年7月11日の神戸チキンジョージでのライブからの音源。この時は前日に続いて2日目の公演だったが、この曲は7月11日のみ演奏された[1]。
15. 終らない夏 (Live Version)  –  (6:35)[4]
作詞：安藤芳彦／作曲・編曲：村田和人
「GREYHOUND BOOGIE (Live Version)」と同じ1993年6月9日の日清パワーステーションのステージでのライブ音源[1]。

### クレジット

#### LADY SEPTEMBER (Live Version)
| 作詞：安藤芳彦／作曲・編曲：村田和人 |
|                                      |
| Vocal, Electric Guitar : 村田和人    |
| Drums : 向山テツ                     |
| Electric Bass : 湯川トーベン         |
| Electric Guitar, Chorus : 山本圭右   |
| Keyboards : 友成好宏                 |
| Percussion, Chorus : 小板橋博司      |
| Chorus : 佐野公美                    |

#### MARLAS (Live Version)
| 作詞：安藤芳彦／作曲・編曲：村田和人 |
|                                      |
| Vocal, Electric Guitar : 村田和人    |
| Electric Guitar : 山本圭右           |
| Percussion : 小板橋博司              |

#### GREYHOUND BOOGIE (Live Version)
| 作詞：新井正春／作曲・編曲：村田和人 |
|                                      |
| Vocal, Electric Guitar : 村田和人    |
| Drums : 向山テツ                     |
| Electric Bass : 湯川トーベン         |
| Electric Guitar, Chorus : 山本圭右   |
| Keyboards : 友成好宏                 |
| Percussion, Chorus : 小板橋博司      |

#### BE WITH YOU (Live Version)
| 作詞：安藤芳彦／作曲・編曲：村田和人 |
|                                      |
| Vocal, Electric Guitar : 村田和人    |
| Drums : 向山テツ                     |
| Electric Bass : 湯川トーベン         |
| Electric Guitar, Chorus : 山本圭右   |
| Keyboards : 友成好宏                 |
| Percussion, Chorus : 小板橋博司      |

#### 終らない夏 (Live Version)
| 作詞：安藤芳彦／作曲・編曲：村田和人 |
|                                      |
| Vocal, Acoustic Guitar : 村田和人    |
| Drums : 向山テツ                     |
| Electric Bass : 湯川トーベン         |
| Electric Guitar : 山本圭右           |
| Keyboards : 友成好宏                 |
| Percussion : 小板橋博司              |

#### Reissue Staff
| Supervised by 村田和人 |

| Reissue Produced & Directed by | 土橋一夫 (FLY HIGH RECORDS) 寺村 純 (FLY HIGH RECORDS/VIVID SOUND CORPORATION) |

| Reissue Coordinated by 浅井靖史 (Warner Music Japan Inc.) |
| |
| Digital Remastered by 菊地 功 (MIXER'S LAB) at Warner Music Mastering |
| Reissue Art Directed & Designed by 土橋一夫 & 宮城 宙 (Surf's Up Design/Shy Glance Inc.) |
| |
| Product Management by 長野文夫 (VIVID SOUND CORPORATION) |
| |
| Special Thanks to : 宮治淳一 (Warner Music Japan Inc.), 岩崎 淳 (フジパシフィック音楽出版), 高橋伸一 (GRATEFUL). 河合美佳, 森 勉 & 森 陽馬 (PET SOUNDS RECORD), 石川茂樹 (Live Cafe Again), 島村文彦, 川崎太郎 |